# 旧揚子保険ビル

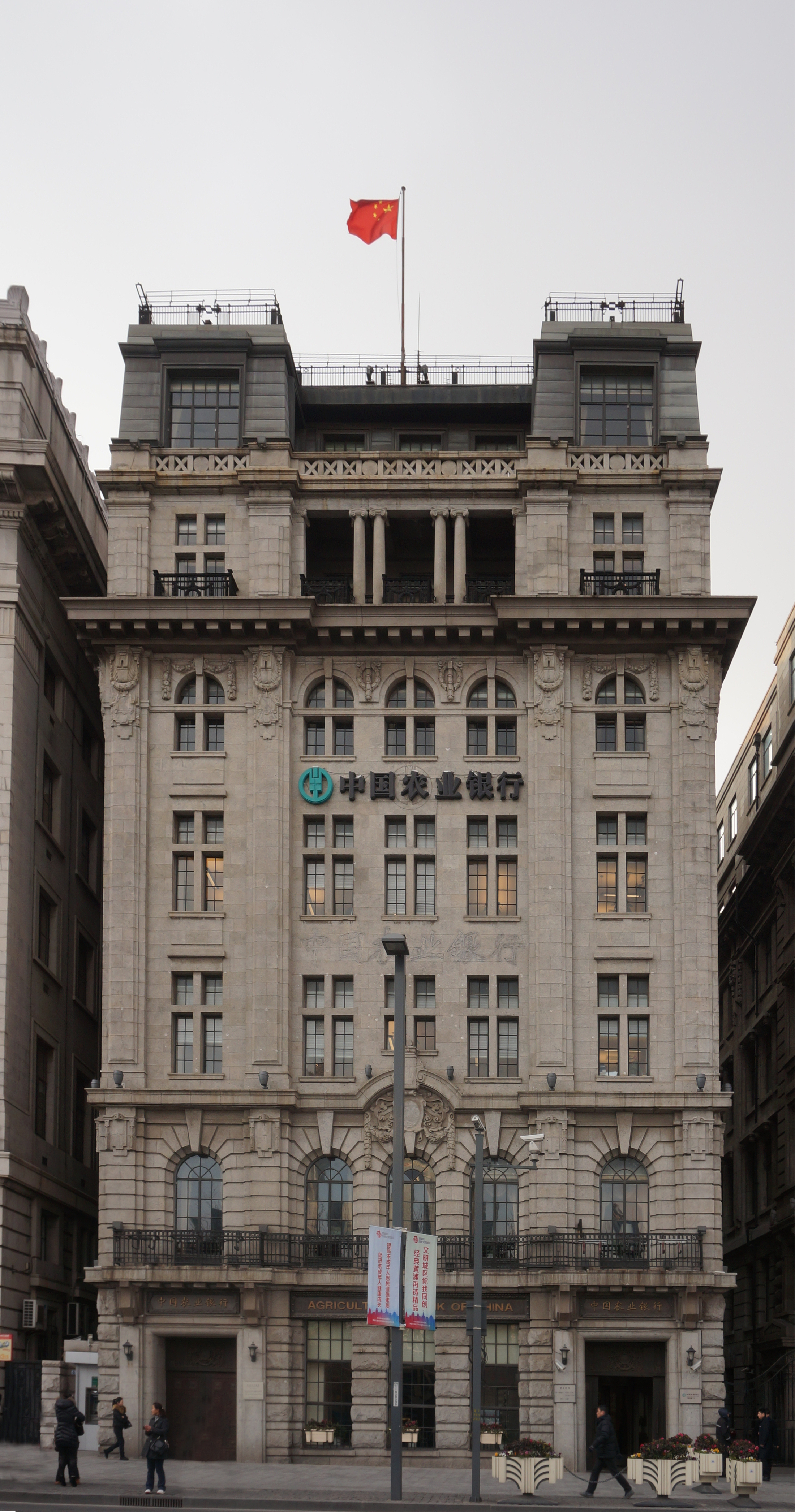
揚子ビルの正面図。

揚子保険ビル（中国語: 扬子大楼）は上海外灘に位置しているビル。旧地番から外灘26号とも呼ばれている。
揚子保険ビルは揚子保険会社によって建てられ、設計はパーマー&ターナーによって行われた。1917年に起工され、1920年に完成した。ビルは7階建てであり、6階には外に開かれた回廊がある。
現在は中国農業銀行のプライベートバンク本部が入居している。